# Maison de Nostradamus
Ne doit pas être confondu avec Maison de Nostradamus (Alet-les-Bains).
La maison de Nostradamus est un musée situé près du château de l'Empéri dans la commune de Salon-de-Provence dans les Bouches-du-Rhône, en France.
Créé en 1992, ce musée municipal se situe dans la maison que Nostradamus a acheté en 1547 pour vivre avec sa seconde épouse (Anne Ponsard),. Il y écrit ses principaux ouvrages.
La maison de Nostradamus est labellisée « Maisons des Illustres ».